# WinEdt
WinEdt est un éditeur de texte TeX/LaTeX similaire à Kile. Il fonctionne sous Windows. WinEdt est un shareware